# 2004年アテネオリンピックのウクライナ選手団
2004年アテネオリンピックのウクライナ選手団（2004ねんアテネオリンピックのウクライナせんしゅだん）は、2004年8月13日から8月29日にかけてギリシャの首都アテネで開催された2004年アテネオリンピックのウクライナ選手団、およびその競技結果。

## 概要
今大会は金メダル8個、銀メダル5個、銅メダル9個の合計22個のメダルを獲得した。

## メダル
| メダル | 選手名                 | 競技       | 種目                     |
| ------ | ---------------------- | ---------- | ------------------------ |
| 金     | ヤナ・クロチコワ       | 競泳       | 女子200m個人メドレー     |
| 金     | ヤナ・クロチコワ       | 競泳       | 女子400m個人メドレー     |
| 金     | ワレリー・ゴンチャロフ | 体操       | 男子平行棒               |
| 金     | ユーリー・ニキチン     | 体操       | 男子トランポリン個人     |
| 金     | エルブラス・テデエフ   | レスリング | 男子フリースタイル66kg級 |
| 金     | イリーナ・メルニク     | レスリング | 男子グレコローマン48kg級 |
| 銀     | オレナ・クラソフスカ   | 陸上       | 女子100mハードル         |
| 銀     | ロマン・ゴンチュク     | 柔道       | 男子81kg以下級           |
| 銅     | タチアナ・テレシチュク | 陸上       | 女子400mハードル         |
| 銅     | ビクトリア・スチオピナ | 陸上       | 女子走高跳               |
| 銅     | アンドリー・セルジノフ | 競泳       | 男子100mバタフライ       |
| 銅     | アンナ・ベッソノバ     | 体操       | 女子新体操個人           |